# Gustave Gilson

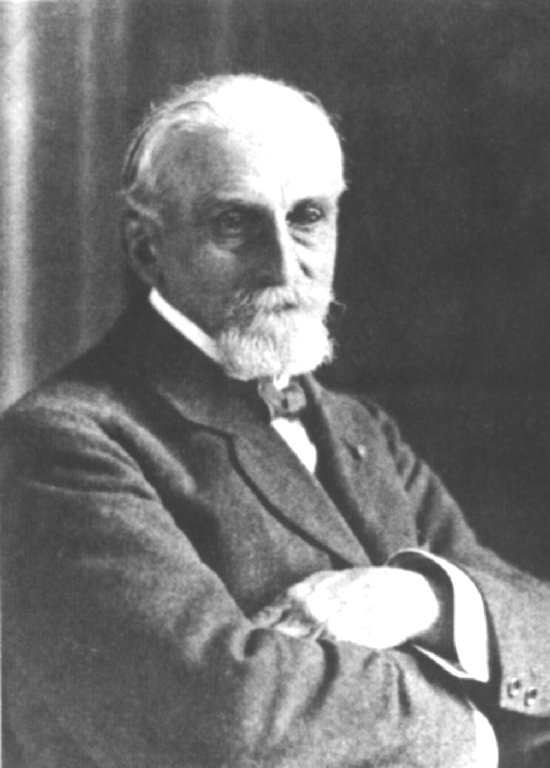
Gustave Gilson

Gustave Gilson (Watermaal-Bosvoorde, 17 juli 1859 - Herent, 1 januari 1944) was een professor aan de Katholieke Universiteit Leuven. Hij specialiseerde zich gedurende zijn carrière onder meer in de celleer en andere aspecten van de dierkunde en de zeewetenschappen. Op zijn vijftigste werd Gilson directeur van het Koninklijk Belgisch Instituut voor Natuurwetenschappen te Brussel.
Gilson was een van de eerste Belgische oceanografen. Hij maakte een uitgebreide studie van de zeeorganismen uit de Zuidelijke Noordzee in relatie tot hun milieu. Daarnaast deed hij ook onderzoek naar de effecten van de visserij op vispopulaties en schreef hij een populaire gids over de vissen die men kon aantreffen langs de Belgische kust en in de vismijnen.

## Publicaties
- Exploration de la Mer sur les côtes de la Belgique en 1899. Mém. Mus. Roy. Hist. Nat. Belg., 1900, Première série, 2 : 1-81.